# Pierre Gamel
 (janvier 2015).
Pour les articles homonymes, voir Gamel.
Pierre Gamel est un homme politique français, né le 31 octobre 1889 à Nîmes (Gard) et mort le 28 mars 1966 dans la même ville.

## Biographie
Il fait des études de sciences et d'horticulture et devient pharmacien, comme son père Georges. Il entre dans la Résistance dès 1940. Il est arrêté par la Gestapo, fait prisonnier et déporté à Buchenwald.
À la Libération, il fonde le RPF dans le Gard. Il est élu député de la Première circonscription du Gard aux élections de 1958 face à Louis Maurin du Parti communiste français. Il est réélu en 1962 face au même adversaire.
Le 19 novembre 1961, quelques mois après le domicile de Georges Salan, il voit sa pharmacie plastiquée par l'OAS.
Il décède fin mars 1966 et est remplacé par son suppléant, Paul Tondut.
Il préside aussi la Chambre de commerce et d'industrie de Nîmes-Bagnols-Uzès-Le Vigan (il sera l'un des initiateurs de la Feria de Nîmes) et est membre du Rotary Club de Nîmes.
Il est père de deux enfants.
Une avenue et un centre portent son nom à Nîmes.

## Mandats électoraux
- Conseiller municipal de Nîmes (1947-?)
- Député de la Première circonscription du Gard (1958-1966)

## Distinctions
- Officier de la Ordre national de la Légion d'honneur
- Croix de guerre 1939-1945
- Médaille de la Résistance